# Joest 't Hart
August Cornelis (Joest) 't Hart (Amsterdam, 30 maart 1940) is emeritus hoogleraar strafrecht en strafprocesrecht van de Universiteit Leiden en rechtsfilosoof.

## Levensloop
Zijn vroege jeugd bracht 't Hart door in Zaltbommel, de lagere school en het gymnasium doorliep hij in Rotterdam. Hij studeerde rechten aan de Universiteit van Amsterdam, waar hij zijn doctoraal behaalde, en aan de Università Cattolica del Sacro Cuore te Milaan. Hij promoveerde aan de Katholieke Universiteit Leuven.

### Rechterlijke macht
Van 1966 tot 1975 was 't Hart werkzaam in de rechterlijke macht te Rotterdam, waar hij eerst de raio-opleiding (opleiding voor de rechterlijke macht) doorliep. Hij was mede-oprichter en bestuurslid van de (aanvankelijk uiterst kritische) Vereniging van rechterlijke ambtenaren in opleiding, die later de sectie raio's van de Nederlandse Vereniging voor Rechtspraak is geworden. Vervolgens werkte hij als substituut-officier van justitie en daarna als arrondissementsofficier van justitie, gespecialiseerd in economische, fiscale en milieustrafzaken. Als zodanig werd door hem, begin jaren zeventig, de eerste grote strafzaak aangespannen rond zwart geld.
Na 1975 bleef hij, naast zijn universitaire werkzaamheden, werkzaam in de rechterlijke macht, aanvankelijk als rechter-plaatsvervanger in de rechtbank Breda, later als raadsheer-plaatsvervanger in het gerechtshof 's-Hertogenbosch en vanaf 1986 tot 2010 als raadsheer-plaatsvervanger in het gerechtshof Den Haag. Bovendien bleef hij lange tijd betrokken bij de opleiding voor de rechterlijke macht als docent en ook als achtereenvolgens bestuurslid, wetenschappelijk adviseur en lid van de raad van toezicht van het opleidingsinstituut, de Stichting Studiecentrum Rechtspleging.

### Universitaire loopbaan
In 1975 werd 't Hart benoemd tot lector strafrecht en strafprocesrecht aan de Katholieke Hogeschool Tilburg (later: Katholieke Universiteit Brabant). Van 1978 tot 1986 was hij daar werkzaam als gewoon hoogleraar. In 1986 werd hij benoemd tot gewoon hoogleraar strafrecht en strafprocesrecht aan de Universiteit Leiden, als opvolger van Fred Melai; hij ging in 2001 met emeritaat en werd opgevolgd door Tineke Cleiren.
Hiernaast was hij research fellow bij het Centrum voor Grondslagenonderzoek van het Recht van de Katholieke Universiteit Leuven, aan welke universiteit hij ook gasthoogleraar is geweest. Verder was hij houder van de Theodore Verhaegen Leerstoel aan de faculteit der letteren en wijsbegeerte van de Vrije Universiteit Brussel. Hij gaf gastcolleges aan diverse Europese en Aziatische universiteiten, onder meer op uitnodiging van de Chinese Academy of Social Studies aan de Renmin Universiteit te Beijing en aan de Zhejiang Universiteit te Hangzhou.

### Nevenwerkzaamheden
't Hart heeft nog vele andere taken vervuld. Zo was hij lid van een klachtencommissie voor gedetineerden, redactielid van tijdschriften zoals Delikt en Delinkwent, lid van onderzoeks- en adviescommissies zoals de Menten-Commissie, commissies ter voorbereiding van wetgeving en commissies binnen de Koninklijke Nederlandse Akademie van Wetenschappen. Hij was rapporteur voor de Internationale Juristencommissie over de mensenrechtensituatie in Indonesië en bestuurslid van de Boeddhistische Unie Nederland, in welke hoedanigheid hij een landelijke boeddhistische geestelijke verzorging van gedetineerden van de grond bracht.

## Wetenschappelijk werk
Naast zijn rechtenstudie volgde 't Hart colleges wijsbegeerte, hedendaagse kunstgeschiedenis en Italiaans. Deze aandachtsgebieden keren terug in zijn wetenschappelijk werk, zoals zijn studies over de vroeg-achttiende-eeuwse Napolitaanse filosoof Giambattista Vico, op wiens denken hij gepromoveerd is. Later zijn deze gebieden steeds meer geïntegreerd met het juridische.
In Strafrecht: de macht van een verhaalstructuur (in Strafrecht en beleid, 1983) en in Recht als schild van Perseus (1991) stelt hij de verhouding tussen recht en werkelijkheid aan de orde. Zo kritiseert hij onder meer de opvatting uit de strafrechtpraktijk, dat in juridische stukken zoals een dagvaarding en een vonnis de maatschappelijke werkelijkheid exact kan worden vastgelegd. Dit doet hij met behulp van literatuurtheorie en in het bijzonder psychoanalytische theorie, aan de hand van de verhouding tussen beeld en werkelijkheid in de beeldende kunst en de literatuur. Met deze en andere publicaties stond hij aan de aanvang van de discussie over het thema "recht en literatuur".
Centraal in het werk van 't Hart staat een nieuw doordenken van het begrip "rechtsstaat". In zijn inaugurele rede Om het OM (1976), legt hij de taak van het Openbaar Ministerie uit als "handhaving van het recht". Daaraan verbindt hij een aantal fundamentele gevolgen, die de visie op het OM diepgaand hebben beïnvloed.
In het met René Foqué geschreven werk Instrumentaliteit en rechtsbescherming (1990), geeft hij aan het idee van rechtsstatelijk recht een diepgaande onderbouwing op wijsgerig, historisch, kennistheoretisch, politiek-theoretisch en rechtstheoretisch niveau. In zijn volgende werken heeft hij dit verder uitgediept en in verband gebracht met het functioneren van strafrechtelijke instellingen zoals het Openbaar Ministerie. Een telkens terugkerend onderwerp vormt ook de samenhang tussen rechtsstaat en multiculturele samenleving.

## Erebenoemingen en prijzen
Sinds 1991 is 't Hart lid van de Koninklijke Nederlandse Akademie van Wetenschappen. Daarnaast is hij lid van de Maatschappij der Nederlandse Letterkunde en van drie Italiaanse academies van wetenschappen. Toen Florence in 1986 de Culturele hoofdstad van Europa was, kreeg hij een Europese prijs voor de rechtsgeleerdheid. In Rome ontving hij een internationale cultuurprijs. 't Hart heeft een eredoctoraat van de Vrije Universiteit Brussel en hij is ridder in de Orde van de Nederlandse Leeuw.

## Belangrijkste werken
- Om het OM. Een verkenning van enkele aspekten van taak en funktioneren van het Openbaar Ministerie in Nederland, Zwolle 1976
- Recht en Staat in het denken van Giambattista Vico, Leuven 1978, Alphen aan den Rijn 1979
- De affaire Menten 1945-1976, 2 vol., 's-Gravenhage 1979 (met J.C.H. Blom en I. Schöffer, m.m.v. J.M. de Maar-Willink)
- Normverleggend gedrag en justitieel beleid, Leuven/Zwolle 1980 (met J.M. Broekman)
- De zeggenschap over de politie in Nederland, Zwolle 1981 (met F.H. van der Burg)
- Strafrecht en beleid, Leuven/Zwolle 1983
- Hukum acara pidana dalam perspektif hak asasi manusia, Jakarta 1986 (met Abdul Hakim G. Nusantara)
- Indonesia and the Rule of Law. Twenty Years of 'New Order' Government, London 1987 (met H. Thoolen e.a.; speciaal pp. 166-208)
- Instrumentaliteit en rechtsbescherming. Grondslagen van een strafrechtelijke waardendiscussie, Arnhem/Antwerpen 1990 (met R. Foqué)
- Recht als schild van Perseus. Voordrachten over strafrechtstheorie, Arnhem/Antwerpen 1991
- Totale instituties en het totalitaire, Arnhem 1993
- Openbaar Ministerie en rechtshandhaving. Een verkenning, Arnhem 1994
- Mensenwerk? Over rechtsbegrip en mensbeeld in het strafrecht van de democratische rechtsstaat, Amsterdam/New York/Oxford/Tokyo 1995
- De meerwaarde van het strafrecht, Den Haag 1997
- Het Nederlands Openbaar Ministerie rond(t) de eeuwwisseling, Den Haag 2000 (ook opgenomen in E.R. Muller en C.P.M. Cleiren, red., Rechterlijke Macht. Studies over rechtspraak en rechtshandhaving in Nederland, Deventer 2006)
- Hier gelden wetten! Over strafrecht, Openbaar Ministerie en multiculturalisme, Deventer 2001